# Frederickena fulva
Frederickena fulva là một loài chim trong họ Thamnophilidae.